# Вацлав Серпински
Ва̀цлав Франчѝшек Серпински (Шерпѝнски) (на полски: Wacław Franciszek Sierpiński) е полски математик, известен с изключителните си приноси към теорията на множествата (изследвания върху аксиомата за избора и континуум хипотезата), теорията на числата, теорията на функциите и топологията. Автор е на над 700 статии и 50 книги.
На негово име са кръстени три от най-известните типа фрактали: триъгълникът на Серпински, килимът на Серпински и кривата на Серпински, а също и числата на Серпински и свързания с тях проблем на Серпински.